# Крилів Олександр Степанович
Крилів Олександр Степанович (20 березня 1870, м. Київ — ?) — підполковник Армії УНР.

## Біографія
Станом на 1 січня 1910 р. — капітан 22-го піхотного Нижньогородського полку (Остроленка). Останнє звання у російській армії — підполковник.
У 1920–1922 рр. — старшина окремої старшинської сотні 2-ї Волинської дивізії Армії УНР. Подальша доля невідома.

## Вшанування пам'яті
28 травня 2011 року у мікрорайоні Оболонь було відкрито пам'ятник «Старшинам Армії УНР — уродженцям Києва». Пам'ятник являє собою збільшену копію ордена «Хрест Симона Петлюри». Більш ніж двометровий «Хрест Симона Петлюри» встановлений на постаменті, на якому з чотирьох сторін світу закріплені меморіальні дошки з іменами 34 старшин Армії УНР та Української Держави, які були уродженцями Києва (імена яких вдалося встановити історикам). Серед іншого вигравіруване й ім'я Олександра Криліва.